# Burgstall Uschlberg
Die Burgstall Uschlberg bezeichnet eine abgegangene mittelalterliche Niederungsburg in Uschlberg, einem Gemeindeteil der Oberpfälzer Gemeinde Ensdorf im Landkreis Amberg-Sulzbach. Die Anlage wird als Bodendenkmal unter der Aktennummer D-3-6637-0086 als „verebneter mittelalterlicher Burgstall“ geführt.

## Beschreibung
Die Anlage liegt im Westen von Uschlberg. Von der Anlage ist obertägig nichts mehr zu erkennen, da der Bereich rezent überbaut ist.